# Pustomîtî, Hoșcea
Pustomîtî (în ucraineană Пустомити) este un sat în comuna Maleatîn din raionul Hoșcea, regiunea Rivne, Ucraina.

## Demografie
Componența lingvistică a localității Pustomîtî
     Ucraineană (99,77%)
     Alte limbi (0,23%)
Conform recensământului din 2001, majoritatea populației localității Pustomîtî era vorbitoare de ucraineană (99,77%), existând în minoritate și vorbitori de alte limbi.